# نيفيل برودريك
نيفيل برودريك (بالإنجليزية: Neville Broderick)‏ هو لاعب كرة قدم أسترالية أسترالي، ولد في 10 أبريل 1927، وتوفي في 17 فبراير 1994.

## وصلات خارجية
- نيفيل برودريك على موقع AustralianFootball.com (الإنجليزية)
- نيفيل برودريك على موقع AFLtables.com (الإنجليزية)